# 付遗风
付遗风（1996年9月15日—）是一位中国的人权运动者、民主异议人士、自由主义者，因在2023年前往缅甸调查一带一路并曝光了KK园诈骗区，而知名。

## 个人经历
1996年，付遗风出生于中国山东省济南市，此时中国大陆正值计划生育政治运动，由于其父母在未办理准生证的情况将其生下，致使其户口无法登记注册。当地村长在向其家人收取高昂的超生罚款及户口登记注册费后，并没有为付遗风办理户口登记注册手续。直到家人为其办理小学升初中手续时才发现其户口未登记注册。由于户口尚未成功登记注册，付遗风无法继续完成初中学业，于是前往各个城市务工以维持生计。
2006年，付遗风在徐州市火车站被警察查询信息时，再次证明自己是无户口黑户。此后他边务工边寻找其户口问题的解决办法，曾多次向中国政府各部门反映情况，但由于中国政府部门的不作为导致他的户口问题一直无法得到解决。由于没有合法身份，付遗风被迫过上流浪生活，为谋生而奔波在中国各地十多年。
2020年，中国新冠疫情爆发，付遗风的生存状况变为更加恶劣。同年，付遗风开始策划逃离中国。
2022年12月，付遗风从山东省出发经广西壮族自治区凭祥市偷渡进入越南，并购买了一辆自行车骑行穿越到越南中部，之后从老挝步行4天来到湄公河，并以游泳的方式经过2小时抵达泰国境内。同年，付遗风在曼谷向联合国难民署提交政治庇护申请。
2023年5月，付遗风获得联合国难民署的政治庇护。同年9月4日，付遗风前往缅甸调查一带一路真相并曝光了KK诈骗园区。
2024年1月17日，因调查一带一路黑幕被泰国皇家警察逮捕并羁押于曼谷移民局监狱。同年3月28日，付遗风被泰籍民运人士保释出曼谷移民监狱。现仍滞留于泰国等待联合国难民署的进一步安置。